# Záhorská Ves
Záhorská Ves é um município da Eslováquia, situado no distrito de Malacky, na região de Bratislava. Tem 13,03 km² de área e sua população em 2019 foi estimada em 1870 habitantes.

## Demografia
| Ano:        | 1994 | 2004    | 2014    | 2024   |
| ----------- | ---- | ------- | ------- | ------ |
| Broj ljudi: | 1455 | 1625    | 1825    | 1882   |
| Razlika:    |      | +11,68% | +12,30% | +3,12% |

| Ano:               | 2023 | 2024   |
| ------------------ | ---- | ------ |
| Número de pessoas: | 1854 | 1882   |
| Diferença:         |      | +1,51% |